# Ngô Đức Trì
Ngô Đức Trì (1901-1941), tên gọi khác: Vân - Ủy viên Ban Chấp hành Trung ương Đảng Cộng sản Việt Nam được bầu tại Hội nghị tháng 10-1930 .

## Xuất thân
Quê quán của ông tại xã Đại Lộc, huyện Can Lộc, tỉnh Hà Tĩnh. Ông là con trai của nhà cách mạng Ngô Đức Kế.

## Sự nghiệp
Ông học tại Vinh cùng với các bạn Đặng Thai Mai và Tôn Quang Phiệt những năm 1920-1925, sau đó học tại Đại học Thương mại tại Hà Nội.
Sau sự kiện để tang Phan Chu Trinh, ông bị đuổi và sau đó được Vương Thúc Oánh giới thiệu với Nguyễn Thế Truyền đến Pháp, sau đó qua học tại Liên Xô và làm bạn với Trần Phú.
Ông được Nguyễn Ái Quốc giới thiệu học tại Trường Đại học Phương Đông tại Moskva. Khi vào Trường, ông lấy tên là Min Khan.
Tại Hội nghị Trung ương Đảng lần thứ nhất, tháng 10-1930, ông được bầu là Ủy viên Ban Chấp hành Trung ương Đảng.
Đầu năm 1931, trong lúc Trung ương Đảng bí mật họp hội nghị ở Sài Gòn, ông bị thực dân Pháp bắt. Ông đã không giữ được khí tiết và phản bội. Từ những lời khai đó, Trần Phú và nhiều đồng chí khác bị bắt. Theo hồi ký của Lê Văn Lương:
"... Tên Trì về Sài Gòn hoạt động từ tháng 11-1930, ăn đòn đến ngày thứ bảy thì chịu không nổi nữa, khai ra hết, vì còn người là còn tất, thà bắt mấy thằng còn hơn hi sinh vô ích.. Khi ra tòa, Trì cứ cúi đầu ngồi, không dám nhìn ai, mặt tái đi... (sau hắn cũng bị kết án 15 năm tù, còn Đính án khổ sai chung thân). Khi bị bắt, bị tra tấn, Trì đã khai báo ra nhiều bí mật của tổ chức, khiến địch bắt được nhiều cán bộ lãnh đạo quan trọng của Đảng. Chính vì Trì khai mà đồng chí Trần Phú, Tổng bí thư của Đảng bị bắt..."
Hắn mất vào năm 1941.

## Gia đình
Ngô Đức Trì có hai con là Ngô Thị Hà, đảng viên Đảng Cộng sản, và Giáo sư Ngô Đức Thọ, nguyên cán bộ Viện nghiên cứu Hán Nôm đã nghỉ hưu, và là một Blogger.